# Reichsfeld
Reichsfeld település Franciaországban, Bas-Rhin megyében. Lakosainak száma 289 fő (2022. január 1.). Reichsfeld Albé, Andlau, Bernardvillé, Blienschwiller, Nothalten és Saint-Pierre-Bois községekkel határos.

## Népesség
A település népessége az elmúlt években az alábbi módon változott:
| Lakosok száma | 298  | 298  | 306  | 296  | 298  | 298  | 300  | 295  | 289  |
|               | 2013 | 2015 | 2016 | 2017 | 2018 | 2019 | 2020 | 2021 | 2022 |